# Линдисфарнские и Кентские анналы
Линдисфарнские и Кентские анналы (лат. Annales Lindisfarnenses et Cantuarienses) — небольшие заметки, сообщающие некоторые сведения по истории Кента и Нортумбрии в VII в. Сохранились в рукописи IX—X вв. Охватывают период с 618 по 690 гг.

## Издания
- Annales Lindisfarnenses et Cantuarienses // MGH, SS. Bd. IV. Hannover. 1841, p. 2[1].

## Переводы на русский язык
- Линдисфарнские и Кентские анналы в переводе И. М. Дьяконова на сайте Восточная литература